# Unter Geheimbefehl
Unter Geheimbefehl (Originaltitel: Panic in the Streets) ist ein US-amerikanischer Thriller des Regisseurs Elia Kazan aus dem Jahr 1950. Als Vorlage diente eine Erzählung von Edna Anhalt und Edward Anhalt. In Österreich wurde der Film unter dem Titel Das Schiff der Verdammten veröffentlicht.

## Handlung
Nach der Schlägerei wegen eines Kartenspiels wird Kochak in New Orleans vom Gangster Blackie und seinen zwei Kumpanen getötet. Einer der Kumpane ist Kochaks Cousin Poldi, der andere nennt sich Fitch. Der Leichnam wird bei den Docks der Stadt gefunden und zum Leichenbeschauer gebracht. Der Leichenbeschauer wundert sich, dass der Tote keine Papiere bei sich hat und findet ungewöhnliche Bakterien im Blut. Er alarmiert den Korvettenkapitän Dr. Reed, der für den US-Gesundheitsdienst arbeitet. Obwohl Reed frei hat, untersucht er die Leiche und diagnostiziert Lungenpest. Jeder, der mit der Leiche in Berührung kommt, kann infiziert sein. Die Identität des Toten muss ebenso festgestellt werden, wie es herauszufinden gilt, mit wem er in den letzten fünf Tagen Kontakt hatte. Reed konferiert mit Leuten von der Stadtverwaltung, der Polizei und anderen Behörden. Aber alle haben Zweifel, ob der Aufwand berechtigt ist. Reed kann sie überzeugen, dass nur noch 48 Stunden zur Verfügung stehen, um New Orleans vor einer Lungenpestepidemie zu retten. Um eine Massenpanik zu verhindern, soll die Presse nicht informiert werden.
Polizeichef Warren und seine Leute beginnen, slawische Einwanderer zu befragen, da Reed der Meinung ist, der Tote sei Armenier, Tscheche oder Ähnliches. Während Reed glaubt, dass Warren die ganze Sache nicht ernst genug nimmt, ist Warren der Ansicht, dass sich Reed einfach nur profilieren will. Der wütende Reed glaubt, dass der Tote illegal ins Land gekommen ist, und verteilt ohne Unterstützung der Polizei Kopien des Bildes des Toten bei der National Maritime Union obwohl ihm gesagt wird, dass Matrosen nicht mit der Polizei kooperieren. Eine junge Frau spricht Reed in einem nahegelegenen Lokal an und führt ihn zu ihrem Freund, der Kochak vom Schiff „Nile Queen“ an Land gebracht hatte.
Fitch, der auch von Warren verhört wurde, geht zu Blackie und warnt ihn. Blackie erklärt sich das Polizeiinteresse damit, dass Poldi eine große Schmuggelsendung für Kochak erwartet. Warren ist mittlerweile von Reeds Integrität überzeugt und befragt zusammen mit ihm die Mannschaft der Nile Queen. Nachdem ein kranker Koch gefunden wird, darf Reed die Mannschaft impfen. Sie finden heraus, dass Kochak in Oran, Algerien, aufs Schiff gekommen ist und auf Schisch Kebap versessen war. Warren und Reed untersuchen die griechischen Restaurants, ein Besitzer sagt, Kochak nie gesehen zu haben. Kurze Zeit später werden Reed und Warren zur Wohnung des Restaurantbetreibers gerufen. Dessen Frau Rita ist an der Lungenpest gestorben. Ein Reporter will die Geschichte veröffentlichen. Zu Reeds Überraschung wirft Warren den Reporter kurzerhand ins Gefängnis. Als Reed erschöpft nach Hause kommt, teilt ihm seine Frau mit, sie sei schwanger. Ein paar Stunden später bekommen Reed und Warren den Ärger des Bürgermeisters zu spüren, der mit der Verhaftung des Reporters nicht einverstanden ist. Der Reporter kündigt an, dass seine Geschichte in vier Stunden in der Morgenzeitung erscheinen wird.
In der Zwischenzeit versucht Blackie von Poldi Informationen über das Schmuggelgut zu bekommen. Poldi ist schwer erkrankt und liegt schon im Delirium. Blackie holt seinen Arzt, um Poldi zu helfen. Reed und Warren bekommen einen Tipp von einer Schwester und erreichen das Haus, gerade als Blackie und Fitch den kranken Poldi die Treppe heruntertragen. Die beiden lassen Poldi fallen und fliehen. An den Docks erklärt Reed den Flüchtigen warum sie gejagt werden. Blackie versucht auf ein Schiff zu gelangen, fällt aber erschöpft ins Hafenbecken. Am Ende zeigt Warren Reed ein paar Flaschen Parfüm aus dem Schmuggelgut. Im Radio wird das Ende der Krise verkündet.

## Hintergrund
Der Film wurde ausschließlich vor Ort in New Orleans gedreht und zeigt zahlreiche Szenen rund um die Stadt und den Hafen von New Orleans entlang des Mississippi. Er konnte seine Kosten an den Kinokassen nicht einspielen, was Produzent Darryl Zanuck zum Teil auf die Dreharbeiten vor Ort zurückführte – die Herstellung hatte 1.400.000 US-Dollar gekostet, und er war der Meinung, dass er profitabel gewesen wäre, wenn er für 850.000 US-Dollar gedreht worden wäre.
Jack Palance lieferte mit dem Film sein Spielfilmdebüt ab. Im Vorspann wird er als Walter Jack Palance aufgeführt. Regisseur Kazan hat im Film einen Cameo als Assistent des Leichenbeschauers. 
Im Jahr 1972 erschien ein inoffizielles Remake im US-amerikanischen Fernsehen unter dem Titel Killer By Night, das in Deutschland unter dem Titel Der unsichtbare Mörder ausgestrahlt wurde. Unter der Regie von Bernard McEveety ging es hier allerdings um eine drohende Diphtherie-Epidemie.

## Kritiken
Für das Lexikon des internationalen Films war Unter Geheimbefehl „[e]in dokumentarisch eingefärbter Thriller, mit sicherem Gespür für Milieu und Atmosphäre“. Der Film sei „[t]rotz einiger Unwahrscheinlichkeiten und Zugeständnisse ans Genre bemerkenswert: nüchtern, spannend, hervorragend gespielt“. Prisma bezeichnete den Film als „hervorragend besetzten Thriller um die Bedrohung einer Stadt durch ein Virus“. Der Film warte mit „nüchternen Schwarzweiß-Bildern im Hafenviertel von New Orleans“ auf. Dabei „überzeugen besonders Richard Widmark als Dr. Reed und Paul Douglas als Hauptmann Warren“.
„Bemerkenswert an dem Werk eines der bekanntesten amerikanischen Regisseure ist die rasante Wiedergabe des Geschehens“, meinte der Evangelische Filmbeobachter. Dabei kämen allerdings „[d]ie in dem Stoff liegenden menschlichen Zwischentöne […] zu kurz“.
Die Zeitschrift Filmstudio sprach von einem Film, „der sich […] als Dokumentar-Reißer präsentiert“. Es handle sich um einen „sorgsam ausgefeilte[n] Kriminalfilm mit einer neuen Idee, die ihn von den üblichen Mordfilmen wohltuend abweichen lässt“. Regisseur Kazan habe „die einzigartige Gabe, dramatische Situationen mit kleinen Details zu unterstreichen, eine Methode, die er auch in diesem Film mit Brillanz anwendet“. Mit seiner Kamera zeige er „das Milieu [von New Orleans Unterwelt] so kalt, und so wahrheitsgetreu, dass man in atemlose Spannung gerät“. Das Fazit lautete: „Ein großartiger Film mit einer gekonnten Regie.“

## Auszeichnungen
Bei der Oscarverleihung 1951 wurden Edna und Edward Anhalt in der Kategorie Beste Originalgeschichte mit dem Oscar ausgezeichnet. Bei den Internationalen Filmfestspielen von Venedig erhielt Regisseur Kazan für seinen Film den „International Award“.

## Synchronisation
Die deutsche Synchronfassung entstand 1950 bei der Ultra Film Synchron GmbH München.
| Rolle                  | Darsteller           | Synchronsprecher    |
| ---------------------- | -------------------- | ------------------- |
| Dr. Reed               | Richard Widmark      | Arnold Marquis      |
| Capt. Tom Warren       | Paul Douglas         | Rudolf Reiff        |
| Nancy Reed             | Barbara Bel Geddes   | Tina Eilers         |
| Blackie                | Jack Palance         | Peter Pasetti       |
| Reporter Neff          | Dan Riss             | Anton Reimer        |
| Bürgermeister Murray   | H. Waller Fowler Jr. | Wolfgang Eichberger |
| John Mefaris           | Alexis Minotis       | Klaus W. Krause     |
| Commissioner Dan Quinn | Val Winter           | Walter Holten       |